# Raüf de Lenham
Raüf de Lenham o Ralph of Lenham en inglés, fue un poeta anglo-normando del siglo XIII.
Raüf de Lenham, abad de la abadía de Eggleston a finales del siglo XIII es autor de un Comput.

## Obras
- Art de Kalender: poème anglo-normand de l’année 1256, Ed. Östen Södergård, Stockholm, Almqvist & Wiksell, 1989

- Datos: Q3421450